# 莫霍克人
莫霍克人（Mohawk）是易洛魁联盟中位于最东侧的北美原住民部族，起源于纽约上州的莫霍克谷，历史上占据了包括从魁北克南部至安大略东部的地区，现在主要聚居于安大略湖和圣劳伦斯河一带。莫霍克人的传统领地南至莫霍克河，东至佛蒙特州绿山山脉，西至奥奈达人的传统领地，北至圣劳伦斯河。他们是易洛魁联盟的原始成员，被称作“东边门户的守护者”，几百年来保护联盟免受新英格兰和下纽约地区部族的入侵。莫霍克宗教以泛灵论为主。

## 名称由来
莫霍克人在本族语言中自称Kanien'kehá:ka，即“燧石之地的人们”。欧洲人通过不同方式尝试将之引入自己的语音体系，一些人认为他们可能最后采用了来自阿尔冈昆语的称呼“莫霍克”，即“食肉者”。还有一些历史学家认为是欧洲殖民者如荷兰人和英国人试图将外族描述该族的方式引入自己的语言，例如荷兰人称呼他们为Maquasen，英国人称呼他们为Mohowawogs。“燧石之地的人们”这一称呼源于他们在莫霍克谷生活时，族人们通过燧石来打磨箭和其他石器。

## 殖民时代后的历史

### 同欧洲殖民者的最初接触
1614年，荷兰殖民者在新尼德兰拿骚堡建立交易站，开始同当地的莫西干人进行皮草贸易。1628年，莫霍克人击败莫西干人，开始垄断同荷兰的贸易，而后者被迫迁移至康涅狄格。荷兰人此后在莫霍克谷的西部陆续建立起交易站。
莫霍克人和荷兰人由此成为盟友，荷兰人为他们提供装备以对抗其他同法国结盟的部族。1645年，莫霍克人同法国人缔结和约。
1666年，法国对纽约中部的莫霍克人发起进攻，烧毁了当地所有的莫霍克村庄和食物储备。作为和谈条件之一，莫霍克人被迫接受耶稣会传教。自1669年始，传教士使许多莫霍克人皈依基督教，并迁移至蒙特利尔附近的两个传教村庄。这些莫霍克人后来成为了法国的盟友。
在新尼德兰被英格兰征服之后，居住在纽约的莫霍克人成为了英格兰人的盟友。
自1690年始，纽约莫霍克人经历了一段新教浪潮，许多人在洗礼之后获得了英语的姓氏，还有一些人获得了完整的英语姓名。
在法国－印第安人战争（又称七年战争）时，莫霍克人同英国人保持了同盟关系。1754年奥尔巴尼会议召开的目的之一便是修补双方的关系。

### 美国独立战争
十八世纪中后期，大多数莫霍克人居住在英属纽约省莫霍克河沿岸的Canajoharie，一部分人居住在斯科哈里和下游的亨特堡。
莫霍克人同殖民地人民的土地纠纷和与英国的条约协定，使他们在美国独立战争中选择对抗美国一方。

### 独立战争结束之后

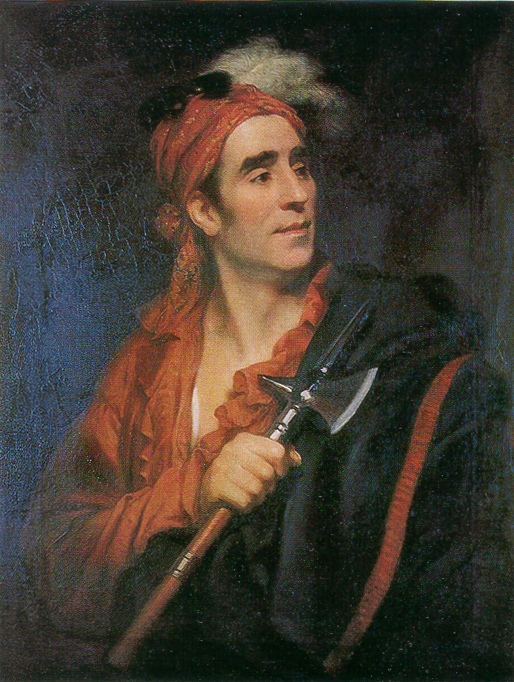
莫霍克酋长Teyoninhokovrawen（又名John Norton）在1812年战争中带领易洛魁人同美国战斗。他具有切洛基和苏格兰血统。

美国胜利之后，莫霍克人被迫向西部和加拿大迁移。北部的莫霍克人逃往尼亚加拉堡，南部的莫霍克人则逃往蒙特利尔。
1794年11月11日，莫霍克人代表（以及其他易洛魁人的代表）同美国签订条约，条约允许原住民在美洲拥有土地。
莫霍克人在1812年战争中同美国交战。